# Anorcota
Triclonella là một chi bướm đêm thuộc họ Cosmopterigidae.